# Beau Beech
Beau Beech (ur. 1 marca 1994 w Ponte Vedra Beach) – amerykański koszykarz występujący na pozycjach niskiego lub silnego skrzydłowego, obecnie zawodnik FMP.
W 2016 reprezentował Brooklyn Nets podczas rozgrywek letniej ligi NBA w Las Vegas.
7 lipca 2022 został zawodnikiem serbskiego FMP.

## Osiągnięcia
Stan na 10 września 2022, na podstawie, o ile nie zaznaczono inaczej.
NCAA
- Uczestnik turnieju:
  - NCAA (2015)
  - Portsmouth Invitational Tournament (2016)
- Mistrz:
  - turnieju konferencji ASUN (2015)
  - sezonu regularnego ASUN (2015, 2016)
- Zaliczony do:
  - I składu:
    - Atlantic Sun (2015, 2016)
    - najlepszych pierwszorocznych zawodników Atlantic Sun (2013)

  - składu:
    - dekady konferencji ASUN (2010–2020)
    - ASUN Academic Honor Roll (2012-13)

Drużynowe
- Mistrz II ligi niemieckiej (ProA – 2019)

Indywidualne
- Zaliczony do:
  - I składu kolejki EBL (10, 17, 18, 25, 29 – 2021/2022)[4][5][6][7][8]
  - II składu EBL (2022 przez dziennikarzy)[9]
- Uczestnik konkursu rzutów za 3 punkty EBL (2022)[10]